# Apple A11
Apple A11 Bionic là một bộ vi xử lý ARM 64-bit, được thiết kế bởi Apple Inc. và sản xuất bởi TSMC. Nó được ra mắt lần đầu trong chiếc điện thoại iPhone 8, iPhone 8 Plus, và iPhone X được giới thiệu vào ngày 12 tháng 9 năm 2017. Theo như Apple công bố, bộ vi xử lý này có hai nhân xử lý hiệu suất cao nhanh hơn 25% so với Apple A10 và bốn nhân tiết kiệm điện nhanh hơn 70% so với nhân tiết kiệm điện A10.

## Thiết kế
Apple A11 gồm có bộ CPU sáu nhân ARMv8-A 64-bit do Apple thiết kế, cùng với hai nhân hiệu năng cao chạy với xung nhịp 2.39 GHz, được gọi là Monsoon, và bốn nhân tiết kiệm điện, được gọi là Mistral. Nhân của Mistral được dựa vào nhân của Swift được thiết kế bởi Apple từ Apple A6. A11 được nâng cấp lên bộ điều khiển hiệu năng thế hệ hai mới, cho phép A11 có thể sử dụng cùng một lúc sáu nhân, không giống như A10.
Và lần này, A11 lần đầu tiên được tích hợp bộ xử lý đồ họa (GPU) ba nhân do Apple tự thiết kế cho hiệu năng xử lý đồ họa nhanh hơn 30% so với A10. Được nhúng trong A11 là bộ xử lý chuyển động M11. A11 được trang bị bộ xử lý hình ảnh mới hỗ trợ các tính năng nhiếp ảnh máy tính chẳng hạn như đo lường ánh sáng, chụp hình dải màu rộng, và xử lý từng điểm ảnh mở rộng.
A11 được sản xuất bởi TSMC sử dụng tiến trình 10 nm FinFET  và chứa 4,3 tỷ bóng bán dẫn  với diện tích 87.66 mm², nhỏ hơn 30% so với A10. Nó được sản xuất đóng gói cùng với 2 GB bộ nhớ RAM LPDDR4X đối với iPhone 8 và 3 GB bộ nhớ RAM LPDDR4X đối với iPhone 8 Plus và iPhone X.

### Neural Engine
A11 cũng được tích hợp phần cứng mạng thần kinh ảo mà được Apple gọi đó là "Neural Engine". Bộ phần cứng mạng thần kinh này có thể thực hiện tới 600 tỷ phép tính mỗi giây và được dùng trong việc xử lý Face ID, Animoji và các tác vụ học hỏi máy tính khác. Neural Engine cho phép Apple học hỏi hành vi của con người và tự điều chỉnh hoạt động xử lý thần kinh và giúp tiết kiệm điện nhiều hơn cho CPU và GPU. Tuy nhiên, những ứng dụng bên thứ ba không thể sử dụng Neural Engine, dẫn đến chỉ thao tác bằng bộ xử lý thông thường tương tự như những chiếc iPhone đời cũ.

## Các sản phẩm sử dụng Apple A11 Bionic
- iPhone 8 và 8 Plus
- iPhone X